# Хеспе
Хеспе (њем. Hespe) општина је у њемачкој савезној држави Доња Саксонија. Једно је од 38 општинских средишта округа Шаумбург. Према процјени из 2010. у општини је живјело 2.142 становника. Посједује регионалну шифру (AGS) 3257014.

## Географски и демографски подаци
Хеспе се налази у савезној држави Доња Саксонија у округу Шаумбург. Општина се налази на надморској висини од 53 метра. Површина општине износи 6,5 km². У самом мјесту је, према процјени из 2010. године, живјело 2.142 становника. Просјечна густина становништва износи 330 становника/km².